# Jan Žitínský z Blažtice a na Žitíně
Jan Žitínský z Blažtice a na Žitíně byl český vladyka z vymřelého rodu Žitínských z Blažtice.
Měl v majetku (dnes již zaniklou) ves Blažtice a Březí a dvůr s tvrzí Žitín na jižním Plzeňsku, ale vlivem velkého množství dluhů v roce 1523 byl nucen Žitín (i se sadem a dvěma rybníky) prodat Tůmovi Pěnicovi z Hrádku.

## Soudní spory
Dle dobových dokumentů byl Jan Žitínský ve 20. letech 16. století v tíživé finanční situaci a soud byl takřka na denním pořádku: v roce 1522 proběhl soud mezi ním a kramářem Šimonem z Nepomuka, kterému dlužil šest kop českých grošů. O rok později se s ním soudí Johanka z Obytce, které dluží 50 kop míšeňských grošů; ve stejném roce probíhá soud s Václavem Zahořanským z Oráčova. V roce 1524 žaluje Bernarta Barchance z Baršov, který prý neoprávněně uvěznil jeho poddaného Jíru z Březí a žádal za to 10 českých grošů. O rok později si vypůjčil od Viléma z Klenové a na Žinkovech zbroj, kterou odmítl vrátit - Vilém se s ním soudil o náhradu škody ve výši 10 kop českých grošů.